# Elías Yanes Álvarez

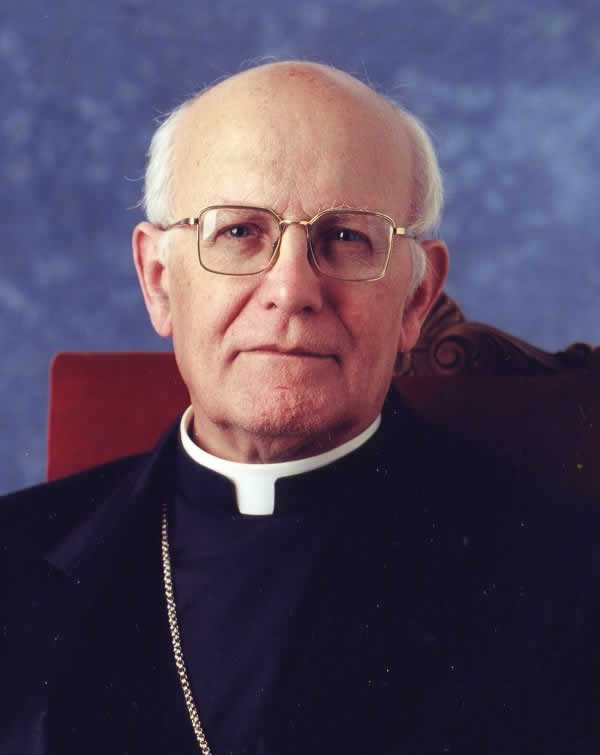
Elías Yanes

Elías Yanes Álvarez (* 16. Februar 1928 in Villa de Mazo; † 9. März 2018 in Saragossa) war ein spanischer Geistlicher und römisch-katholischer Erzbischof von Saragossa.

## Leben
Elías Yanes Álvarez war Seminarist am Päpstlichen Spanischen Kolleg St. Joseph in Rom und empfing beim Eucharistischen Kongress von Barcelona am 31. Mai 1952 die Priesterweihe. Er studierte Theologie an der Päpstlichen Universität von Salamanca und wurde 1957 nach einem kirchenrechtlichen Doktoratsstudium in Theologie an der Päpstlichen Universität Gregoriana in Rom promoviert. Er engagierte sich für die Katholische Aktion und war Professor der Katechese am Institut für Pastoral der Päpstlichen Universität von Salamanca in Madrid.
Papst Paul VI. ernannte ihn am 28. Oktober 1970 zum Weihbischof in Oviedo und Titularbischof von Mulli. Der Erzbischof von Oviedo Gabino Díaz Merchán spendete ihm am 28. November desselben Jahres die Bischofsweihe; Mitkonsekratoren waren José López Ortiz OESA, Erzbischof ad personam und Bischof des Spanischen Militärordinariates, sowie Luis Franco Cascón CSsR, Weihbischof in San Cristóbal de La Laguna o Tenerife.
Am 3. Juni 1977 wurde er durch Paul VI. zum Erzbischof von Saragossa ernannt. Am 2. April 2005 nahm Papst Johannes Paul II. seinen altersbedingten Rücktritt an.
Er hatte mehrfache wichtige Ämter in der spanischen Bischofskonferenz inne: Generalsekretär (1972–1977), Vizepräsident (1987–1993), Präsident (1993–1999) und Mitglied des Exekutivkomitees (1999–2005). Er war Mitglied der Lehr- und Katechetischen Kommission. Von 1993 bis 1999 war er Vizepräsident der Kommission der Bischofskonferenzen der Länder der Europäischen Union (COMECE).
Er war Großprior der westspanischen Statthalterei (España Oriental) des Ritterordens vom Heiligen Grab zu Jerusalem.